# Pteronotus
Pteronotus är ett släkte av fladdermöss som ingår i familjen bladhakor.

## Utseende
Arterna når en kroppslängd (huvud och bål) av 40 till 77 mm och en svanslängd av 15 till 30 mm. Underarmarna är 35 till 65 mm långa. Mindre arter som Pteronotus personatus väger 7 till 8 g och tunga arter som Pteronotus parnellii har en vikt vid 20 g. Pälsens färg kan vara mörkbrun, gråbrun eller orangebrun och undersidan är vanligen ljusare. Underläppen har en förtjockning i form av en platta med små papiller. Dessa fladdermöss har inga hudveck (blad) på näsan. Hos Pteronotus davyi, P. paraguanensis och P. parnellii är vingarna sammanlänkade på ryggen. De kan därför misstolkas som nakna.

## Ekologi
Släktets medlemmar lever i olika habitat. De förekommer i låglandet och i bergstrakter upp till 1700 meter över havet. Några individer observerades över vattenansamlingar, andra över torra öppna landskap och en tredje grupp i skogar. De vilar i grottor och tunnlar eller i växternas håligheter, till exempel i ihåliga bambustjälkar. I grottor bildar de ibland stora kolonier tillsammans med andra fladdermöss. Hela kolonin kan ha upp till 800 000 medlemmar. Dessa fladdermöss lämnar gömstället kort efter solnedgången och de jagar olika insekter. Troligen finns en fast parningstid som varierar mellan olika utbredningsområden. Allmänt föds en unge per kull.

## Arter
Arter enligt Wilson & Reeder (2005) samt IUCN:
- Pteronotus davyi, Central- och norra Sydamerika.
- Pteronotus gymnonotus, från södra Mexiko till norra Bolivia.
- Pteronotus macleayii, Kuba, Jamaica och mindre öar i regionen.
- Pteronotus mesoamericanus, från Mexiko till Panama.
- Pteronotus paraguanensis, på halvön Paraguana i norra Venezuela.
- Pteronotus parnellii, från Mexiko till centrala Sydamerika, inklusive västindiska öar.
- Pteronotus personatus, från Mexiko till centrala Sydamerika, saknas i Amazonområdet.
- Pteronotus quadridens, västindiska öar.
- Pteronotus rubiginosus, i södra Centralamerika och i Amazonområdet.

IUCN listar Pteronotus paraguanensis som akut hotad (Critically Endangered) och alla andra som livskraftiga (Least Concern).